# Kedanur, Belgaum
Kedanur là một làng thuộc tehsil Belgaum, huyện Belgaum, bang Karnataka, Ấn Độ.